# جبل غورشي
جبل غورشي (بالإنجليزية: Gurshi Mons)‏ هو أحد جبال كوكب الزهرة.

## الإحداثيات
47°30′S 58°30′E / 47.5°S 58.5°E

يقع في 47.5 درجة على العرض الجغرافي جنوباً وفي 58.5 درجة على الطول الجغرافي شرقاً.

## الأبعاد
القطر أو أطول بعد للتضاريس بالكيلومترات هو 210.0.

## حالة إعتماد الاسم
تم اعتماده من الجمعية العامة للاتحاد الفلكي الدولي (IAU).

## أصل التسمية
على اسم غورشي، إلهة صيد السمك في الأساطير البورياتية.